# J. Michael Steele
John Michael Steele, cité J. Michael Steele, (né le 18 février 1949) est un mathématicien et statisticien américain.

## Carrière
J. Michael Steele a obtenu un B. A. à l'université Cornell en 1971 et un Ph. D. en mathématiques en 1975 à l'université Stanford sous la direction de Kai Lai Chung (sujet de la thèse : « Combinatorial Entropy and Uniform Limit Laws ». 
Il a occupé ensuite des postes à l'université de Princeton, université Carnegie-Mellon, l'université Stanford et l'université de la Colombie-Britannique  et  avant de rejoindre en 1990 la Wharton School de l'université de Pennsylvanie où il est C.F. Koo Professor de statistique depuis 1991.
Vladimir Pozdnyakov est un de ses anciens étudiants.

## Prix et nominations
- 1984 : Fellow de l'Institut de statistique mathématique ;
- 1989 : Fellow de l'American Statistical Association ;
- 1990 : Prix Frank Wilcoxon de l'American Society for Quality Control de l'American Statistical Association ;
- 2010 : Président de l'Institut de statistique mathématique[3].
- 2020 : Prix Chauvenet[4]

## Publications (sélection)
- J. Michael Steele, The Cauchy-Schwarz master class : An introduction to the art of mathematical inequalities, Washington, DC et Cambridge, The Mathematical Association of America et  Cambridge University Press, 2004, x+306 (ISBN 0-521-83775-8, 0-521-54677-X et 0-511-20776-X, zbMATH 1060.26023).
- J. Michael Steele, Stochastic calculus and financial applications, New York, Springer, coll. « Applications of Mathematics » (no 45), 2001, ix+300 (zbMATH 0962.60001).
- J. Michael Steele, Probability theory and combinatorial optimization, Philadelphie, SIAM, Society for Industrial and Applied Mathematics, coll. « CBMS-NSF Regional Conference Series in Applied Mathematics » (no 69), 1997, viii+159 (zbMATH 0916.90233).
- Vladimir Pozdnyakov et J. Michael Steele, « Scan Statistics: Pattern Relations and Martingale Methods », dans Joseph Glaz et Markos V. Koutras (éditeurs), Handbook of Scan Statistics, Springer Verlag, 2019 (ISBN 978-1-4614-8033-4, DOI 10.1007/978-1-4614-8414-1_10-1, lire en ligne)
- Vladimir Pozdnyakov et J. Michael Steele, « Buses, Bullies, and Bijections », Mathematics Magazine., vol. 89, no 3,‎ 2016, p. 167–176 (lire en ligne)